# Pachyurus schomburgkii
Pachyurus schomburgkii es una especie de pez de la familia Sciaenidae en el orden de los Perciformes.

## Morfología
• Los machos pueden llegar alcanzar los 20,9 cm de longitud total.

## Hábitat
Es un pez de clima tropical y bentopelágico.

## Distribución geográfica
Se encuentra en Sudamérica:  cuencas de los ríos  Amazonas y Orinoco.

## Observaciones
Es inofensivo para los humanos.